# Live and Unreleased
Live und Unreleased ist eine Kompilation vorher unveröffentlichter Live-Aufnahmen der Band Weather Report.

## Allgemeines
Die Aufnahmen stammen von sieben Konzerten zwischen 1975 und 1983. Obwohl Live-Improvisation wesentlich für die Band war, ist dies erst die dritte offizielle Live-Aufnahme nach Live in Tokio 1972 und 8:30 1979. Die Aufnahmen von 1975 mit Alphonso Johnson, Chester Thompson und Alex Acuña sind bemerkenswert, weil vorher keine offizielle Live-Aufnahmen in dieser Bandzusammenstellung veröffentlicht wurden.
Die Zusammenstellung gibt einen Überblick über die Hauptphase der Band. Die Reihenfolge der Aufnahmen auf den CDs ist nicht chronologisch.

## Titelliste
| CD 1                           |                        |       |                    |                                                                              |                                       |
| Title                          | Komponist              | Länge | Aufnahmedatum      | Besetzung                                                                    | Ort                                   |
| „Freezing Fire“                | W. Shorter             | 8:14  | 27. November 1975  | Joe Zawinul, Wayne Shorter, Alphonso Johnson, Chester Thompson, Alex Acuna   | The New Victoria Theater, London      |
| „Plaza Real“                   | W. Shorter             | 7:04  | 3. Juni 1983       | Joe Zawinul, Wayne Shorter, Victor Bailey, Omar Hakim, Jose Rossy            | Hammersmith Odeon, London             |
| „Fast City“                    | J. Zawinul             | 6:49  | 12. Juli 1980      | Joe Zawinul, Wayne Shorter, Jaco Pastorius, Peter Erskine, Bobby Thomas, Jr. | The Complex, Santa Monica, California |
| „Portrait Of Tracy“            | J. Pastorius           | 5:57  | 30. November 1977  | Joe Zawinul, Wayne Shorter, Jaco Pastorius, Alex Acuna, Manolo Badrena       | Grand Rapids, Michigan                |
| „Elegant People“               | W. Shorter             | 4:28  | 30. November 1977  | Joe Zawinul, Wayne Shorter, Jaco Pastorius, Alex Acuna, Manolo Badrena       | Grand Rapids, Michigan                |
| „Cucumber Slumber“             | A. Johnson, J. Zawinul | 11:39 | 27. November 1975  | Joe Zawinul, Wayne Shorter, Alphonso Johnson, Chester Thompson, Alex Acuna   | The New Victoria Theater, London      |
| „Teen Town“                    | J. Pastorius           | 6:30  | 10. September 1977 | Joe Zawinul, Wayne Shorter, Jaco Pastorius, Alex Acuna, Manolo Badrena       | The Rainbow, London                   |
| „Man In The Green Shirt“       | J. Zawinul             | 10:31 | 27. November 1975  | Joe Zawinul, Wayne Shorter, Alphonso Johnson, Chester Thompson, Alex Acuna   | The New Victoria Theater, London      |
| CD 2                           |                        |       |                    |                                                                              |                                       |
| Title                          | Komponist              | Länge | Aufnahmedatum      | Besetzung                                                                    | Ort                                   |
| „Black Market“                 | J. Zawinul             | 9:26  | 10. September 1977 | Joe Zawinul, Wayne Shorter, Jaco Pastorius, Alex Acuna, Manolo Badrena       | The Rainbow, London                   |
| „Where The Moon Goes“          | J. Zawinul, N. O’Byrne | 12:05 | 3. Juni 1983       | Joe Zawinul, Wayne Shorter, Victor Bailey, Omar Hakim, Jose Rossy            | Hammersmith Odeon, London             |
| „River People“                 | J. Pastorius           | 6:57  | 28. November 1978  | Joe Zawinul, Wayne Shorter, Jaco Pastorius, Peter Erskine                    | Phoenix, Arizona                      |
| „Two Lines“                    | J. Zawinul             | 8:15  | 3. Juni 1983       | Joe Zawinul, Wayne Shorter, Victor Bailey, Omar Hakim, Jose Rossy            | Hammersmith Odeon, London             |
| „Cigano“                       | W. Shorter             | 3:59  | 27. November 1975  | Joe Zawinul, Wayne Shorter, Alphonso Johnson, Chester Thompson, Alex Acuna   | The New Victoria Theater, London      |
| „In A Silent Way/Waterfall“    | J. Zawinul             | 5:45  | 28. November 1978  | Joe Zawinul, Wayne Shorter, Jaco Pastorius, Peter Erskine                    | Phoenix, Arizona                      |
| „Night Passage“                | J. Zawinul             | 5:53  | 13. Juli 1980      | Joe Zawinul, Wayne Shorter, Jaco Pastorius, Peter Erskine, Bobby Thomas, Jr. | The Complex, Santa Monica, California |
| „Port Of Entry“                | W. Shorter             | 8:08  | 13. Juli 1980      | Joe Zawinul, Wayne Shorter, Jaco Pastorius, Peter Erskine, Bobby Thomas, Jr. | The Complex, Santa Monica, California |
| „Rumba Mama“                   | A. Acuna, M. Badrena   | 1:15  | 10. September 1977 | Joe Zawinul, Wayne Shorter, Jaco Pastorius, Alex Acuna, Manolo Badrena       | The Rainbow, London                   |
| „Directions/Dr. Honoris Causa“ | J. Zawinul             | 8:38  | 27. November 1975  | Joe Zawinul, Wayne Shorter, Alphonso Johnson, Chester Thompson, Alex Acuna   | The New Victoria Theater, London      |

## Musiker
- Joe Zawinul – Keyboard
- Wayne Shorter – Saxofon
- Jaco Pastorius – E-Bass
- Alphonso Johnson – E-Bass
- Victor Bailey – E-Bass
- Chester Thompson – Schlagzeug
- Omar Hakim – Schlagzeug
- Peter Erskine – Schlagzeug
- Alex Acuña – Perkussion
- Manolo Badrena – Perkussion
- Jose Rossy – Perkussion
- Bobby Thomas, Jr – Perkussion

## Rezeption
Allmusic-Kritiker Thom Jurek vergab vier von fünf Sternen und lobte viele Stücke, merkte aber auch an, dass die Live-Atmosphäre eines ganzen Konzertes durch die nicht chronologische Zusammenstellung nur bedingt wiedergegeben wird.